# 玛希敦·阿杜德
玛希敦·阿杜德上王父殿下（1892年1月1日—1929年9月24日），是泰国扎克里王朝的一位王子，為八世王阿南塔玛希敦和九世王普密蓬·阿杜德之父。他被認為是現代泰國醫學和公共衛生之父。
玛希敦·阿杜德是五世王朱拉隆功的第69个子女，生母是沙旺·瓦他那王后。他在1905年获称宋卡亲王称号，后来到外国留学學習军事，并在德国、英国接受軍事训练，1916年归国并被任命为海军軍官。后又到美国哈佛大学的医学院学医，1919年学成回国，为泰国医学做出了很多贡献，1929年因肝膿瘍病逝，享年37岁。泰国的宋卡王子大学，即是为了纪念他的贡献。

## 名號
- 1892年1月1日 - 1904年1月10日:王子殿下
- 1904年1月10日 - 1910年10月23日:王子殿下 宋卡公摩男爵
- 1910年10月23日 - 1925年11月26日:王弟殿下 宋卡公摩男爵
- 1925年11月26日 - 1929年11月13日:王哥殿下 宋卡公摩男爵
- 1929年11月13日 - 1935年3月25日:王哥殿下 宋卡公摩子爵
- 1935年3月25日 - 1970年6月9日:玛希敦王父殿下 宋卡公摩子爵
- 1970年6月9日至今:上王父殿下

## 子女
玛希敦·阿杜德和诗纳卡琳有1女2子，即：甘拉雅妮塔娜公主，还有后来的八世王阿南塔玛希敦和九世王普密蓬·阿杜德。   